# Wojna domowa w Wenezueli (1859–1863)
Wojna domowa w Wenezueli, zwana też wenezuelską wojną 5-letnią lub wojną federalną, miała miejsce w latach 1859–1863. Była najdłuższym i najbardziej wyniszczającym konfliktem zbrojnym na ziemiach Wenezueli od czasów uzyskania przez to państwo niepodległości. W wojnie udział wzięły dwie zwalczające się od lat frakcje: Konserwatyści i Liberałowie, zwani też Federalistami, gdyż popierali o autonomię prowincji.
Działania wojenne objęły przede wszystkim regiony równinne (llanos), a więc tereny dzisiejszych stanów Barinas, Portuguesa, Cojedes, Apure i Guárico. Wojna przyczyniła się do zniszczenia znacznej części kraju. Po jej zakończeniu względnie nietknięte regiony rozwinęły się gospodarczo i kulturalnie, natomiast tereny, na których toczono ciężkie walki, dotknął kryzys i zacofanie gospodarcze.
Jedną z przyczyn wybuchu wojny był spór o wybór nowego prezydenta. Po obaleniu José Tadeo Monagasa w marcu 1858 r. Liberałowie i Konserwatyści nie byli w stanie dojść do porozumienia co do wyboru jego następcy.

## Przebieg działań wojennych
Dnia 20 lutego 1859 r. oddział dowodzony przez Tirso Salaverríę zajął Coro, dając tym samym sygnał siłom Liberałów do rozpoczęcia powstania. Do pierwszej większej bitwy doszło dnia 10 grudnia 1859 r. w pobliżu Santa Inés koło Barinas. Bitwa, w której udział wzięło 3400 powstańców i 2300 żołnierzy rządowych, zakończyła się zwycięstwem wojsk Federalistów pod wodzą generała Ezequiela Zamory, który przejął tym samym kontrolę nad Llanos.
W styczniu 1860 r. wojska Zamory obległy miasto San Carlos. Podczas trwającego tydzień oblężenia Zamora poniósł śmierć (10 lipca 1860) a siły Federalistów przerwały oblężenie. Po śmierci Zamory dowództwo nad siłami powstańczymi objął generał Juan Crisóstomo Falcón. Z uwagi na straty poniesione w trakcie ataku na San Carlos, Falcón postanowił uniknąć walnego starcia przed przybyciem posiłków prowadzonych przez generała Juana Antonio Sotillo. Zanim to nastąpiło, powstańców zaskoczyły wojska rządowe dowodzone przez generała Febresa Cordero. Do zwycięskiej dla sił rządowych bitwy doszło dnia 17 lutego pod Coplé w rejonie Calabozo. Pobite wojska powstańcze wycofały się, a Falcón zmuszony został do zmiany strategii na walkę partyzancką, zamiast prowokowania przeciwnika do bitwy. W trakcie podróży do Kolumbii, na Karaiby oraz Haiti Falcón zabiegał o pomoc finansową i militarną dla sił Federalistów.
W lipcu 1861 r. Falcón powrócił do Wenezueli. Siły liberałów stopniowo wzmacniały swoje pozycje, odnosząc sukcesy nad wojskami rządowymi. W grudniu 1861 r. doszło do pierwszych rozmów pokojowych, zakończonych jednak fiaskiem. W roku 1862 wojska federalistów osiągnęły kilka sukcesów m.in. pod Pureche, El Corubo, Mapararí oraz w najważniejszej bitwie pod Buchivacoa (26-27 grudnia). Przedłużająca się walka partyzancka znacznie osłabiła siły rządowe. Wielu żołnierzy zginęło, część zaś zdezerterowała. Po odcięciu przez siły Liberałów miejscowości Coro w kwietniu 1863 r. rozpoczęto kolejne rozmowy pokojowe. 
W kwietniu 1863 r. prezydent José Antonio Páez oraz generał Falcón podpisali porozumienie pokojowe w Coche. Wojna zakończyła się zwycięstwem Liberałów, które nie zmieniło jednak znacząco ustroju ani kształtu społecznego Wenezueli. Dnia 24 grudnia 1863 parlament mianował generała Falcóna nowym prezydentem.

## Następstwa wojny
W wyniku działań wojennych w Wenezueli zginęło i zmarło od 150 000 do 200 000 ludzi (w wyniku walk, chorób i głodu). Liczba ta odpowiadała 8-11% ludności kraju. Chłopi, stanowiący większość sił powstańczych, nie uzyskali poprawy swojego losu. Głównym celem Ezequiela Zamory były zniesienie kary śmierci i niewolnictwa oraz przeprowadzenie wolnych wyborów. Po śmierci Zamory Liberałowie poparli postulaty chłopstwa, których jednak po wojnie nie spełniono. Sytuację chłopów podsumował po latach polityk wenezuelski José Loreto Arismendi który stwierdził: Walczono pięć lat po to tylko aby złodziej zastąpił złodzieja a tyran tyrana.

## Literatura
- Tarver and Frederick 2005: Micheal Tarver, Julia Frederick, The History of Venezuela, Greenwood, Westport 2005. ISBN 1-403-96260-X